# Ligia saipanensis
Ligia saipanensis är en kräftdjursart som beskrevs av Nunomura 200. Ligia saipanensis ingår i släktet Ligia och familjen gisselgråsuggor. Inga underarter finns listade i Catalogue of Life.